# Orishas

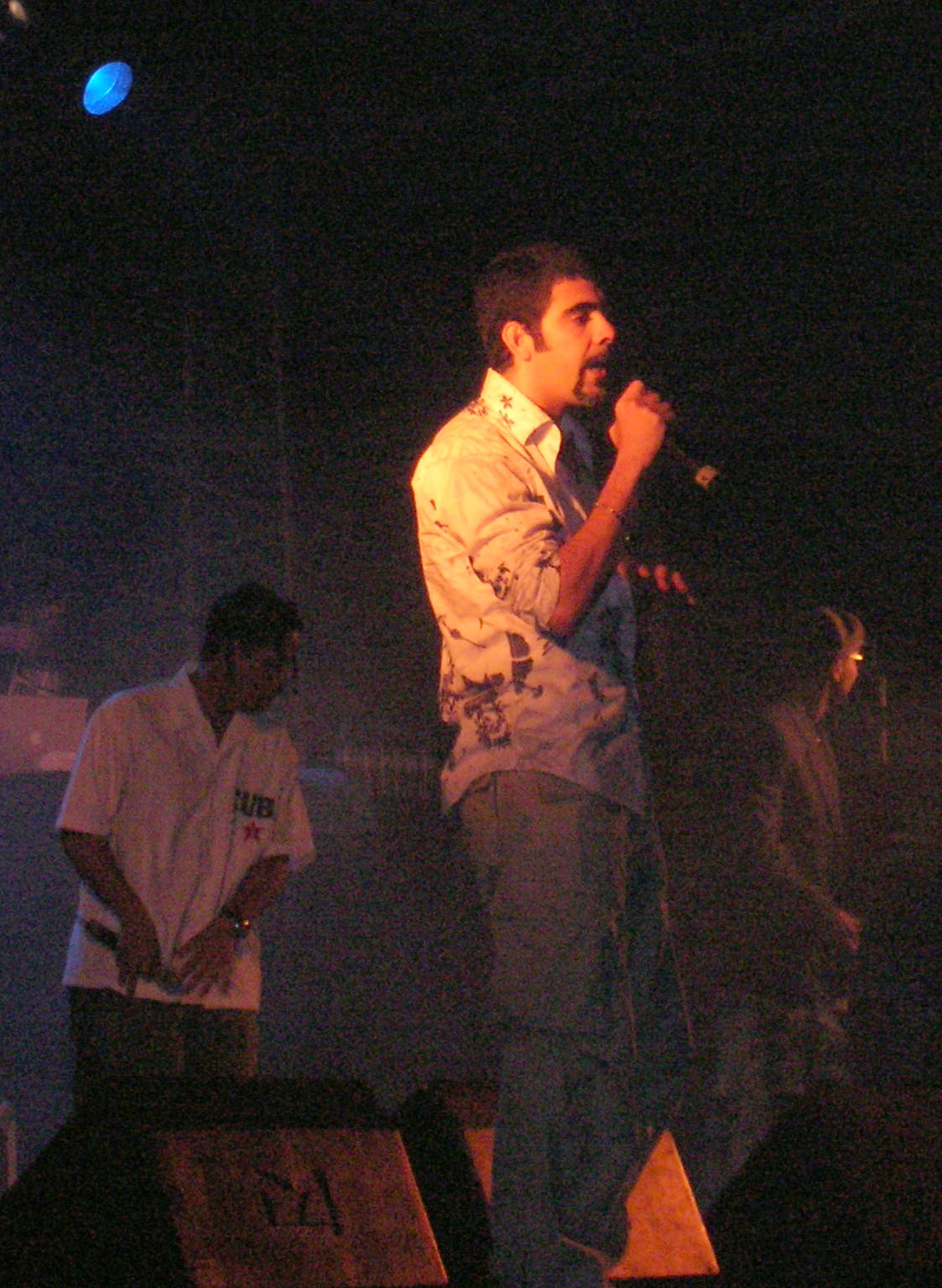
Roldán en concierto en 2006

Orishas es una banda cubana. La forman, actualmente, Yotuel Romero (Guerrero) y Roldán González Rivero. Liván Núñez Alemán (Flaco-Pro) y Hiram Riverí Medina (Ruzzo) abandonaron el grupo en 2002 y 2021, respectivamente.
En principio Yotuel y Ruzzo eran dos cubanos que salieron de La Habana como parte de un intercambio escolar a París; allí se unieron a Roldán y a Flaco-Pro que, con el productor francés Niko Noki, habían formado el grupo Orishas desde hacía algunos meses, y así formaron la banda en 1999. Ruzzo y Yotuel rapeaban en Amenaza, banda pionera del hip-hop cubano; Roldán cantaba música tradicional cubana en el grupo Rico Son. Algunos amigos se quedaron en el camino, pero el poderío de la idea inicial fue la fuerza que les hizo seguir adelante: mezclar hip-hop con música tradicional cubana.
Orishas ha vendido con todos sus CD más de 750.000 copias en Europa, y tres de sus álbumes (Emigrante, El Kilo, y Gourmet) habían sido nominados por un Grammy como Mejor Álbum Latino de Rock, Urbano o Alternativo. Son los representantes por excelencia del hip-hop cubano en el mundo.
El grupo, en algunos de sus temas se inclina por la crítica social como se señalan en el tema "El Kilo" del mismo disco y a la igualdad social.
En 2007, hicieron un dueto con el grupo puertorriqueño Calle 13, en la canción llamada "Pal Norte". La canción ganó un Grammy Latino como Mejor Canción Urbana.

## Integrantes
- Niko Noki, también llamado Micko Niko (Nicolas Nocchi), creador y productor del grupo
- Flaco-Pro (Liván Núñez Alemán), sólo participó en el primer disco (A lo cubano)
- Roldán (Roldán González Rivero)
- Ruzzo (Hiram Riverí Medina)
- Yotuel "Guerrero" (Yotuel Omar Romero Manzanares)

## Discografía

### Discos
- A lo Cubano (2000)
- Emigrante (2002)
- El Kilo (2005)
- Antidiótico (2007)
- Cosita Buena (2008)
- Gourmet (2018)

### EP
- Orishas Llego (1999)
- 537 C.U.B.A (1999)
- A Lo Cubano (2000)
- ¿Que Pasa? (2002)
- Hay Un Son (2007)

## Sencillos
- A lo Cubano (1999)
- Representante (1999)
- 537 Cuba (1999)
- Mística (2000)
- ¿Que Pasa? (2002)
- Testimonio (2002)
- Guajira (2002)
- Mujer (2002)
- El Kilo (2005)
- Nací Orishas (2005)
- Cosita Buena (2008)
- Machete (2008)
- Cuba Isla Bella (2016)
- Everyday (2017)
- Bembé (2017)
- Sastre de tu amor (2017)
- Muevelow (2018)
- Cuba no se fue de mi (2019)